# جراح أصفر الذيل

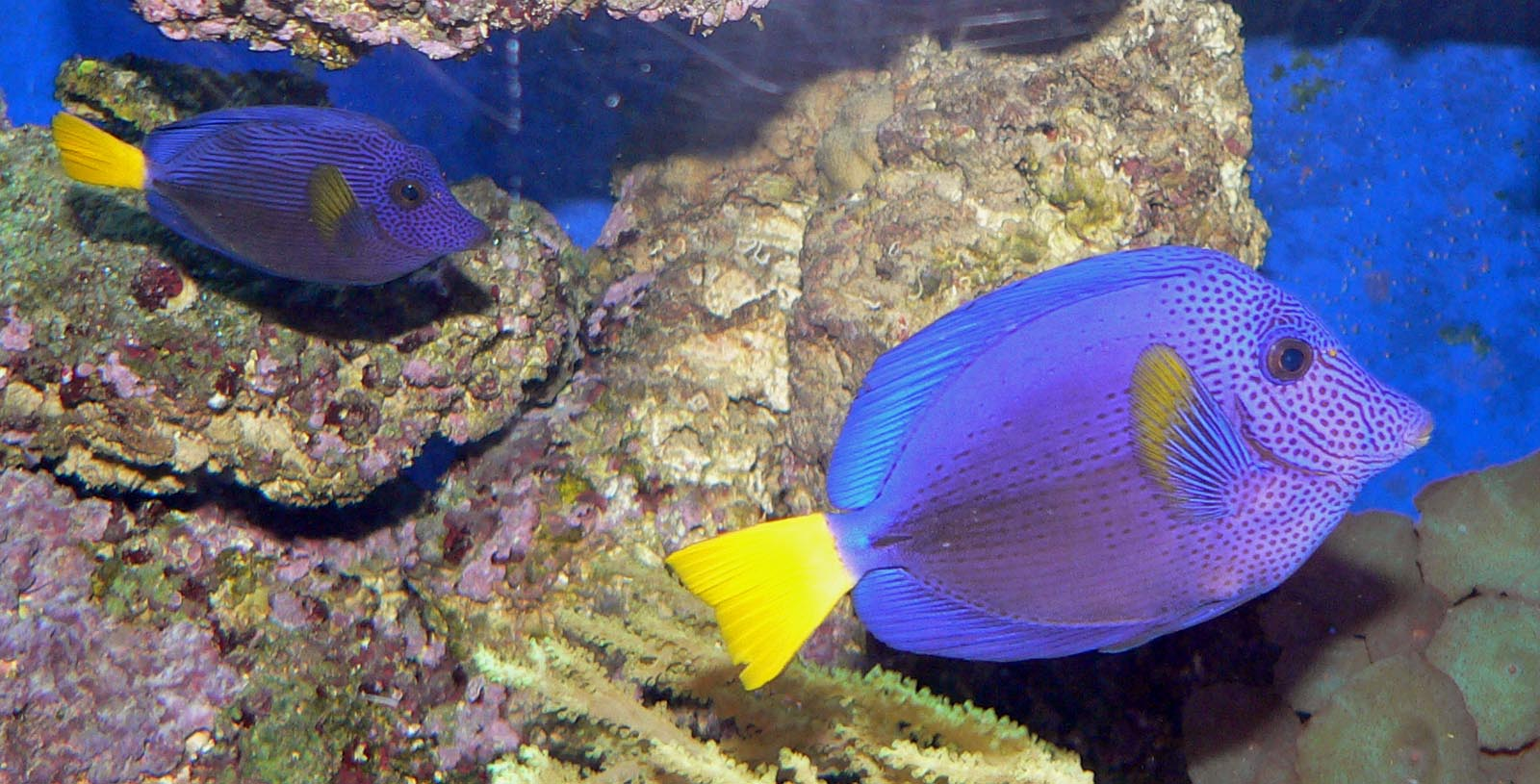

جراح أصفر الذيل أو جراح عربي أزرق أو بربل تانج (باللاتينية: Zebrasoma xanthurum)، (بالإنجليزية: purple tang) هي سمكة من أسماك الزينة من فصيلة التانج، نباتية شرهة جدا للأطعمة التي تقدم إليها مثل الطحالب والنباتات كالخس.